# Comuna Certeju de Sus, Hunedoara
Certeju de Sus este o comună în județul Hunedoara, Transilvania, România, formată din satele Bocșa Mare, Bocșa Mică, Certeju de Sus (reședința), Hondol, Măgura-Toplița, Nojag, Săcărâmb, Toplița Mureșului și Vărmaga.

## Generalități
La recensământul din 2002, Certeju de Sus avea o populație de 456 de locuitori (2002).
Zona Certej este o zonă minieră recunoscuta încă din 1746, când împărăteasa Maria Terezia a hotărât relansarea mineritului aurifer din Munții Apuseni. Prima topitorie de aur din Certej a fost deschisă în 1763 și a funcționat 119 ani.
Unul dintre locurile atractive ale așezării este Stânca lui Horea care marchează locul in care minerii din Certej, Hondol și Săcărâmb au fost mobilizați să se alăture răscoalei țărănești din 1784.
Zona lacului de acumulare se află la aproximativ 2 km distanță de centrul localității Certej. Tăul Făerag (cum mai este numit lacul), este cel mai vechi lac de acumulare din județul Hunedoara, cu o suprafață de 4 ha și o adâncime de până la 8,7 m.
Zona oferă posibilități reduse de cazare la cabană, proprietate Romsilva (Ocolul Silvic).
Obiceiurile de Paște și de Crăciun se păstrează neschimbate.

## Inchiderea minelor
Decizia și motivarea închiderii multor mine din România s-a făcut prin Hotărârea nr. 615 din 21 aprilie 2004 a guvernului, de aprobare a strategiei industriei miniere pentru perioada 2004-2010, publicată în MONITORUL OFICIAL nr.411 din 7 mai 2004.

## Demografie
Componența etnică a comunei Certeju de Sus
     Români (91,85%)
     Alte etnii (0,49%)
     Necunoscută (7,67%)
Componența confesională a comunei Certeju de Sus
     Ortodocși (84,43%)
     Penticostali (2,58%)
     Baptiști (2,2%)
     Alte religii (2,82%)
     Necunoscută (7,98%)
Conform recensământului efectuat în 2021, populația comunei Certeju de Sus se ridică la 2.870 de locuitori, în scădere față de recensământul anterior din 2011, când fuseseră înregistrați 3.126 de locuitori. Majoritatea locuitorilor sunt români (91,85%), iar pentru 7,67% nu se cunoaște apartenența etnică. Din punct de vedere confesional, majoritatea locuitorilor sunt ortodocși (84,43%), cu minorități de penticostali (2,58%) și baptiști (2,2%), iar pentru 7,98% nu se cunoaște apartenența confesională.

## Politică și administrație
Comuna Certeju de Sus este administrată de un primar și un consiliu local compus din 11 consilieri. Primarul, Alexandru Luca[*], de la Partidul Social Democrat, este în funcție din 1 noiembrie 2024. Începând cu alegerile locale din 2024, consiliul local are următoarea componență pe partide politice:
|  | Partid                          | Consilieri | Componența Consiliului | Componența Consiliului | Componența Consiliului | Componența Consiliului | Componența Consiliului | Componența Consiliului |
|  | ------------------------------- | ---------- | ---------------------- | ---------------------- | ---------------------- | ---------------------- | ---------------------- | ---------------------- |
|  | Partidul Social Democrat        | 6          |                        |                        |                        |                        |                        |                        |
|  | Partidul Național Liberal       | 4          |                        |                        |                        |                        |                        |                        |
|  | Alianța pentru Unirea Românilor | 1          |                        |                        |                        |                        |                        |                        |

## Personalități născute aici
- Ferenc Lönhart (1819 - 1897), episcop catolic;
- Pompiliu Piso (1886 - 1944), delegat în Marea Adunare Națională de la Alba Iulia;
- Ion Armeanca (1899 - 1954), astronom, profesor universitar, director al Observatorului din Cluj.

## Legături externe

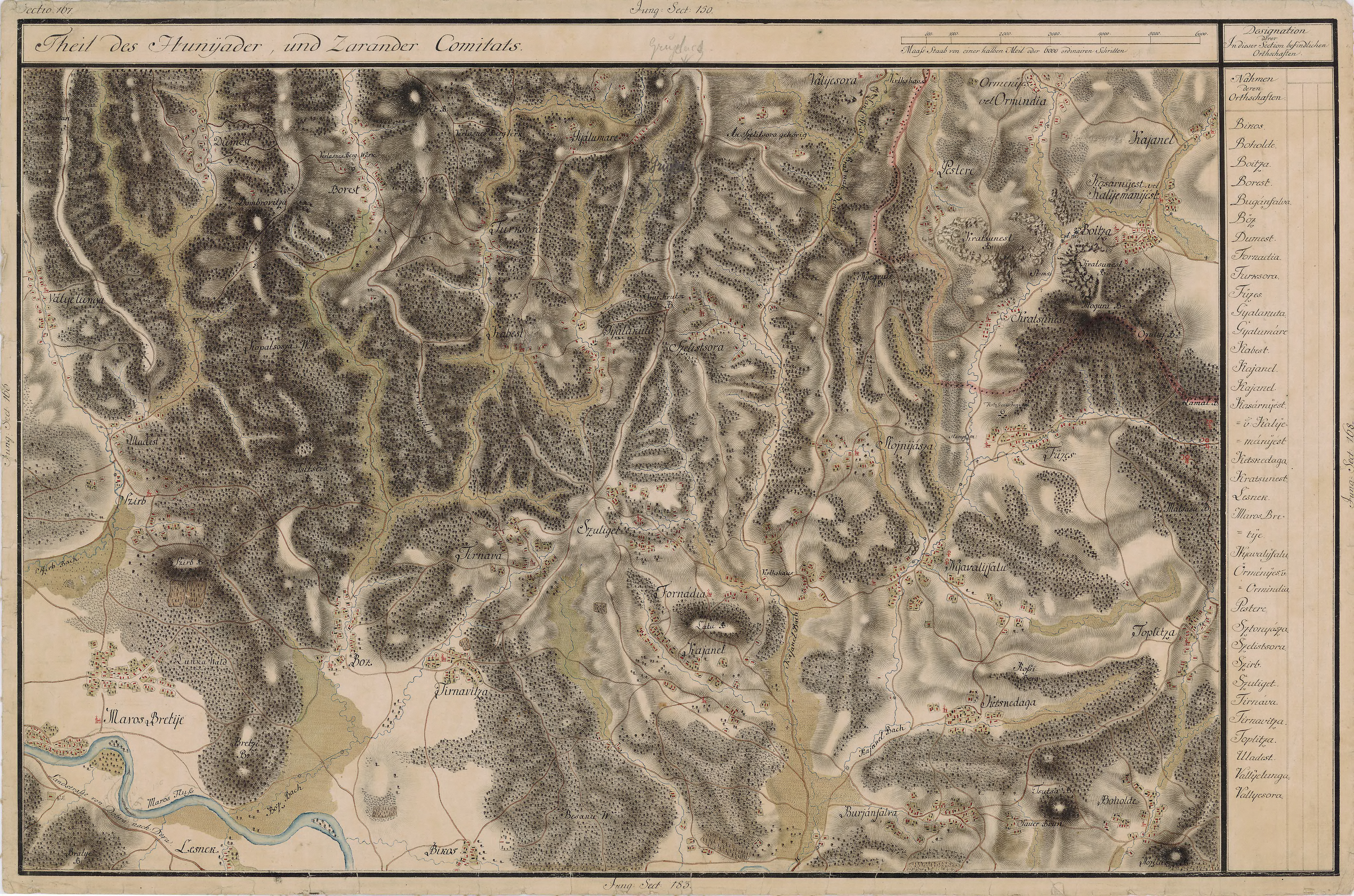
Certeju de Sus în Harta Iosefină a Transilvaniei, 1769-1773